# كين جاسبر
كين جاسبر (بالإنجليزية: Ken Jasper)‏ هو سياسي أسترالي، ولد في 5 مايو 1938 في المملكة المتحدة. حزبياً، نشط في الحزب الوطني الأسترالي. وقد انتخب عضو الجمعية التشريعية فيكتوريا.